# Clastoptera pallidiceps
Clastoptera pallidiceps är en insektsart som beskrevs av Carl Stål 1862. Clastoptera pallidiceps ingår i släktet Clastoptera och familjen Clastopteridae. Inga underarter finns listade i Catalogue of Life.